# آدمیزاد (نمایش‌نامه)
فراخوانی آدمیزاد (The Somonyng of Everyman یا The Summoning of Everyman) که بیشتر آن را با نام ساده آدمیزاد می‌شناسند نمایش‌نامه‌ای اخلاقی مربوط به پایان سده ۱۵ در انگلیس است. در این نمایش‌نامه همچون کتاب سیر و سلوک زائر نوشته جان بانیان، از شخصیت‌های تمثیلی برای بیان رستگاری در مسیحیت و راه رسیدن به آن استفاده شده‌است. فرضیه آن این است که خوبی‌ها و بدی‌های فرد بدست خداوند ثبت می‌شود. آدمیزاد که نمادی از تمام انسان‌های جهان است از شخصیت‌های مختلف داستان می‌خواهد که با او پس از مرگ همراه شوند. سرانجام آدمیزاد درمی‌یابد که در این سفر زیارتی پس از مرگ تنهاست و شخصیت‌هایی که دوست او بودند و می‌بایست با او همراه شوند او را تنها می‌گذارند و تنها کارهای خوب اوست که همراهش می‌شود.

## متون
این نمایش‌نامه به انگلیسی میانه نوشته شده و متعلق به دوره تودور است و نویسنده آن نامشخص است؛ اگرچه در سی و پنج سال پس از نوشته شدن آن به دفعات منتشر شد.
نمایش‌نامه مشابهی به زبان هلندی با نام الکرلیچ متعلق به همان دوران وجود دارد که به نظر می‌رسد نمایش‌نامه آدمیزاد برگردانی از آن است یا اینکه آدمیزاد مستقیماً از اثری به زبان لاتین گرفته شده که هومولوس نام داشته است.
ساختار کلی این نمایش‌نامه بر پایهکاتولیسیسم رومی متعلق به آن دوران نوشته شده‌است.

## داستان
در این نمایش‌نامه، خدا از دست فساد و گناهان آدمیزاد خسته شده و عزرائیل را برای گرفتن جان او می‌فرستد. آدمیزاد ابتدا باور نمی‌کند اما پس از اینکه جدی بودن قضیه را می‌فهمد از عزرائیل مهلتی می‌خواهد و عزرائیل به او تا غروب وقت می‌دهد.
آدمیزاد به سراغ «دوستی» (Fellowship) می‌رود. دوستی از در دلجویی درآمده و به او وعده همراهی تا دم مرگ را می‌دهد. اما تا می‌فهمد آدمیزاد عازم دیار آخرت است جا می‌زند. آدمیزاد نومید از دوستی به سراغ «خویشاوندی» (Kinship) و پس از آن به سراغ «مال و منال» (Goods) می‌رود و باز سرخورده و ناامید برمی‌گردد. ناچار دست به دامن «اعمال خیر» می‌شود و از او می‌خواهد تا در سفر پرمشقت آخرت همراهی‌اش کند. «اعمال خیر» که از فرط ناتوانی و بی‌عملی زمین‌گیر شده، نمی‌تواند از جا برخیزد و با این حال آدمیزاد را به «معرفت» (Knowledge) راهنمایی می‌کند. «معرفت» دست او را می‌گیرد و با هم به سراغ «خواهر اعتکاف» (Sister Confession) می‌روند. هدیه این خواهر، شلاق توبه است. آدمیزاد در پیشگاه خدا زانو می‌زند و از دل و جان تقاضای بخشش می‌کند و آمرزش می‌طلبد. سپاس با توبه آنقدر بر خود شلاق می‌زند تا گناهان او می‌ریزند و این کار باعث می‌شود تا «اعمال خیر» دوباره سالم شود و به همراه آدمیزاد عازم گور می‌شود. در پای گور فقط «اعمال خیر» با او به گور می‌رود و سبب رستگاری‌اش می‌شود.